# Prethopalpus marionae
Espèce
Prethopalpus marionae est une espèce d'araignées aranéomorphes de la famille des Oonopidae.

## Distribution
Cette espèce se rencontre en Australie dans la péninsule du cap York au Queensland et dans le Sud de la Papouasie-Nouvelle-Guinée,.

## Description
Le mâle holotype mesure 1,09 mm et la femelle 1,22 mm.

## Étymologie
Cette espèce est nommée en l'honneur de Marion Morgan, la mère de Mark Stephen Harvey.

## Publication originale
- Baehr, Harvey, Burger & Thoma, 2012 : The new Australasian goblin spider genus Prethopalpus (Araneae, Oonopidae). Bulletin of the American Museum of Natural History, no 369, p. 1-113 (texte intégral).